# GPR139
GPR139, G protein-spregnuti receptor 139, je protein koji je kod čoveka kodiran GPR139 genom.

## Literatura
1. ↑  Vassilatis DK, Hohmann JG, Zeng H, Li F, Ranchalis JE, Mortrud MT, Brown A, Rodriguez SS, Weller JR, Wright AC, Bergmann JE, Gaitanaris GA (2003). „The G protein-coupled receptor repertoires of human and mouse”. Proc Natl Acad Sci U S A. 100 (8): 4903—8. PMC 153653 . PMID 12679517. doi:10.1073/pnas.0230374100.
2. ↑  „Entrez Gene: GPR139 G protein-coupled receptor 139”.

## Dodatna literatura
- Ottolenghi C, Fellous M, Barbieri M, McElreavey K (2002). „Novel paralogy relations among human chromosomes support a link between the phylogeny of doublesex-related genes and the evolution of sex determination.”. Genomics. 79 (3): 333—43. PMID 11863363. doi:10.1006/geno.2002.6711.
- Takeda S; Kadowaki S; Haga T;  . (2002). „Identification of G protein-coupled receptor genes from the human genome sequence.”. FEBS Lett. 520 (1-3): 97—101. PMID 12044878. doi:10.1016/S0014-5793(02)02775-8.
- Gloriam DE, Schiöth HB, Fredriksson R (2005). „Nine new human Rhodopsin family G-protein coupled receptors: identification, sequence characterisation and evolutionary relationship.”. Biochim. Biophys. Acta. 1722 (3): 235—46. PMID 15777626. doi:10.1016/j.bbagen.2004.12.001.
- Matsuo A; Matsumoto S; Nagano M;  . (2005). „Molecular cloning and characterization of a novel Gq-coupled orphan receptor GPRg1 exclusively expressed in the central nervous system.”. Biochem. Biophys. Res. Commun. 331 (1): 363—9. PMID 15845401. doi:10.1016/j.bbrc.2005.03.174.